# Canton de Tarn-Tescou-Quercy vert
Le canton de Tarn-Tescou-Quercy vert est une circonscription électorale française du département de Tarn-et-Garonne.

## Histoire
Un nouveau découpage territorial de Tarn-et-Garonne entre en vigueur à l'occasion des premières élections départementales suivant le décret du 27 février 2014. Les conseillers départementaux sont, à compter de ces élections, élus au scrutin majoritaire binominal mixte. Les électeurs de chaque canton élisent au Conseil départemental, nouvelle appellation du Conseil général, deux membres de sexe différent, qui se présentent en binôme de candidats. Les conseillers départementaux sont élus pour 6 ans au scrutin binominal majoritaire à deux tours, l'accès au second tour nécessitant 12,5 % des inscrits au 1er tour. En outre la totalité des conseillers départementaux est renouvelée. Ce nouveau mode de scrutin nécessite un redécoupage des cantons dont le nombre est divisé par deux avec arrondi à l'unité impaire supérieure si ce nombre n'est pas entier impair, assorti de conditions de seuils minimaux. En Tarn-et-Garonne, le nombre de cantons passe ainsi de 30 à 15.
Le canton de Tarn-Tescou-Quercy vert est formé de communes des anciens cantons de Monclar-de-Quercy (5 communes), de Villebrumier (6 communes), de Grisolles (3 communes) et de Montauban 3e Canton (1 commune). Il est entièrement inclus dans l'arrondissement de Montauban. Le bureau centralisateur est situé à Labastide-Saint-Pierre.

## Représentation
| Période élective | Période élective | Mandat | Mandat   | Identité                 | Nuance | Nuance | Qualité                                                                                        |
| ---------------- | ---------------- | ------ | -------- | ------------------------ | ------ | ------ | ---------------------------------------------------------------------------------------------- |
| 2015             | 2021             | 2015   | 2021     | Jérôme Beq               |        | DVC    | Directeur d'usine Maire de Labastide-Saint-Pierre 8ème Vice-Président du Conseil départemental |
| 2015             | 2021             | 2015   | 2021     | Frédérique Turella-Bayol |        | DVC    | Avocate Conseillère municipale de Saint-Nauphary                                               |
| 2021             | 2028             | 2021   | en cours | Jérôme Beq               |        | DVC    | 9ème Vice-président du Conseil départemental                                                   |
| 2021             | 2028             | 2021   | en cours | Patricia Ducasse         |        | DVC    | Aide-soignante en maison de retraite, Monclar-de-Quercy                                        |

### Résultats détaillés

#### Élections de mars 2015
À l'issue du 1er tour des élections départementales de 2015, trois binômes sont en ballottage : Jérôme Beq et Frédérique Turella-Bayol (DVD, 32,5 %), Annick Collon et Daniel Fried (FN, 30,54 %) et Étienne Astoul et Monique Buffarot (PS, 26,22 %). Le taux de participation est de 58,28 % (7 902 votants sur 13 559 inscrits) contre 58,89 % au niveau départemental et 50,17 % au niveau national.
Au second tour, Jérôme Beq et Frédérique Turella-Bayol (DVD) sont élus avec 39,03 % des suffrages exprimés et un taux de participation de 61,31 % (3 105 voix pour 8 313 votants et 13 558 inscrits).

#### Élections de juin 2021
Le premier tour des élections départementales de 2021 est marqué par un très faible taux de participation (33,26 % au niveau national). Dans le canton de Tarn-Tescou-Quercy vert, ce taux de participation est de 39,42 % (5 781 votants sur 14 664 inscrits) contre 40,22 % au niveau départemental. À l'issue de ce premier tour, deux binômes sont en ballottage : Jérôme Beq et Patricia Ducasse (Union au centre et à droite, 46,78 %) et Geraldine Quereilhac-Fasan et Claude Vigouroux (DVD, 21,68 %).
Le second tour des élections est marqué une nouvelle fois par une abstention massive équivalente au premier tour. Les taux de participation sont de 34,36 % au niveau national, 41,75 % dans le département et 39,03 % dans le canton de Tarn-Tescou-Quercy vert. Jérôme Beq et Patricia Ducasse (Union au centre et à droite) sont élus avec 65,18 % des suffrages exprimés (3 306 voix pour 5 725 votants et 14 669 inscrits),,.

## Composition
Le canton de Tarn-Tescou-Quercy vert comprend quinze communes entières.
| Nom                                            | Code Insee | Intercommunalité             | Superficie (km2) | Population (dernière pop. légale) | Densité (hab./km2) | Modifier                                    |
| ---------------------------------------------- | ---------- | ---------------------------- | ---------------- | --------------------------------- | ------------------ | ------------------------------------------- |
| Labastide-Saint-Pierre (bureau centralisateur) | 82079      | CC Grand Sud Tarn-et-Garonne | 20,64            | 3 763 (2022)                      | 182                | modifier les données · modifier les données |
| Bruniquel                                      | 82026      | CC Quercy Vert-Aveyron       | 33,20            | 639 (2022)                        | 19                 | modifier les données · modifier les données |
| Corbarieu                                      | 82044      | CA Grand Montauban           | 13,03            | 1 707 (2022)                      | 131                | modifier les données · modifier les données |
| Génébrières                                    | 82066      | CC Quercy Vert-Aveyron       | 18,45            | 636 (2022)                        | 34                 | modifier les données · modifier les données |
| Léojac                                         | 82098      | CA Grand Montauban           | 12,80            | 1 279 (2022)                      | 100                | modifier les données · modifier les données |
| Monclar-de-Quercy                              | 82115      | CC Quercy Vert-Aveyron       | 37,75            | 2 039 (2022)                      | 54                 | modifier les données · modifier les données |
| Nohic                                          | 82135      | CC Grand Sud Tarn-et-Garonne | 12,61            | 1 384 (2022)                      | 110                | modifier les données · modifier les données |
| Orgueil                                        | 82136      | CC Grand Sud Tarn-et-Garonne | 14,03            | 1 721 (2022)                      | 123                | modifier les données · modifier les données |
| Puygaillard-de-Quercy                          | 82145      | CC Quercy Vert-Aveyron       | 17,40            | 379 (2022)                        | 22                 | modifier les données · modifier les données |
| Reyniès                                        | 82150      | CA Grand Montauban           | 9,94             | 878 (2022)                        | 88                 | modifier les données · modifier les données |
| Saint-Nauphary                                 | 82167      | CA Grand Montauban           | 24,43            | 1 934 (2022)                      | 79                 | modifier les données · modifier les données |
| La Salvetat-Belmontet                          | 82176      | CC Quercy Vert-Aveyron       | 18,63            | 967 (2022)                        | 52                 | modifier les données · modifier les données |
| Varennes                                       | 82188      | CC Grand Sud Tarn-et-Garonne | 14,76            | 640 (2022)                        | 43                 | modifier les données · modifier les données |
| Verlhac-Tescou                                 | 82192      | CC Quercy Vert-Aveyron       | 22,69            | 565 (2022)                        | 25                 | modifier les données · modifier les données |
| Villebrumier                                   | 82194      | CC Grand Sud Tarn-et-Garonne | 11,38            | 1 349 (2022)                      | 119                | modifier les données · modifier les données |
| Canton de Tarn-Tescou-Quercy vert              | 8213       |                              | 281,74           | 19 880 (2022)                     | 71                 | modifier les données                        |

## Démographie
En 2022, le canton comptait 19 880 habitants, en évolution de +3,47 % par rapport à 2016 (Tarn-et-Garonne : +3,12 %, France hors Mayotte : +2,11 %).
| 2013   | 2018   | 2022   |
| ------ | ------ | ------ |
| 18 735 | 19 410 | 19 880 |